# Липины (Хмельницкая область)
Липины (укр. Ліпини) — село в Дунаевецком районе Хмельницкой области Украины.
Население по переписи 2001 года составляло 112 человек. Почтовый индекс — 32473. Телефонный код — 3858. Занимает площадь 0,897 км². Код КОАТУУ — 6821880602.

## Местный совет
32473, Хмельницкая обл., Дунаевецкий р-н, с. Великий Жванчик, ул. Центральная, 57